# 沃氏粉蝶
沃氏粉蝶（Pieris wollastoni）是一種極危或可能滅絕的粉蝶，僅分布於馬德拉。它们体长约55到65毫米。它們的栖息地位于月桂林中 。最後一个标本采集於1977年，现时相信它們的數量已經極度稀少甚至可能已經滅絕，它們的衰落的原因可能是外來蝴蝶所攜帶的病毒所致 。
其种小名是為了紀念昆蟲學家湯瑪斯·維儂·沃拉史頓。